# 土曜9時ハンただ今参上!
『土曜9時ハン ただ今参上!』（どようくじハン ただいまさんじょう）は、1977年7月2日から1989年9月30日まで中部日本放送（CBC）で放送された情報番組。東海3県各地からの生放送。放送時間は毎週土曜 9:30 - 10:25 (JST) 。
尚、1982年10月〜1984年9月までは3代目のメイン司会者･村井秀樹（当時CBCアナウンサー）と水谷ミミの名を冠した『村井とミミの土曜9時半』、水谷が降板した1984年10月からは『週末ジャーナル 土曜9時半・さわやか生放送』、更に1988年4月からは放送開始時間の変更･放送枠の拡大（9:45 - 10:50枠に変更）に伴い、『土曜スケッチ・さわやか生中継』の番組名で放送された。

## 概要
毎週土曜の午前、CBCのアナウンサーたちが東海3県のどこかに出没し、当時導入し始めたばかりのENG （ハンディカメラ）を駆使しながら視聴者に町の素顔をリアルタイムで見せようという、当時としては型破りかつ斬新な内容の番組である。放送開始当初は、アナウンサーが今で言うところの「アポ無し」で民家に上がり込むことに対し苦情が絶えなかったが、番組の人気が上がるにつれ、逆に「私の町にも是非来てください」とラブコールがかかるようになったと言われる。
尚、放送開始当初は中継担当（多田しげお（初代メイン司会者）・中村仁美・板東英二）とは別にスタジオ進行のアナウンサー（島津靖雄・白木章子）が置かれていたが、程なくスタジオパートは廃止され、以降、番組終了まで全編に渡って外部からの生中継による放送スタイルに移行した。
1989年10月より平日夕方帯に『CBCニュース通り』（後の『ミックスパイください』の原型となる番組）を立ち上げることに伴い、1989年9月30日の放送をもって終了。12年2か月の歴史に幕を下ろした。
また、この番組はCBCテレビ土曜朝の生ワイドの1作目であり、その後の後継番組群を経て現在の『なるほどプレゼンター!花咲かタイムズ』へと繋がっている。ちなみに当番組開始前は東京12チャンネル「天功どっきり60分!」の遅れネット枠となっていた。
オープニングテーマは開始当初は『House Of The King』（Focus、アルバム『フォーカスIII』収録）、後期は『Cruel to Be Kind』（Nick Lowe、アルバム『Labour of Lust』収録）が使われた。番組全体の最終回となった1989年9月30日放送分のエンディングは『House Of The King』が使われた。

## 出演者

### メイン司会者
水谷を除き、いずれもCBCアナウンサー（担当当時）。
- 多田しげお（初代メイン司会者、主に中継レポートを担当。開始〜1980年9月）
- 島津靖雄（初代メイン司会者、主に全体進行を担当（初期はスタジオからの出演）。開始〜1979年3月）
- 三久保角男（2代目メイン司会者、主に全体進行を担当。1979年4月〜1982年9月）
- 小堀勝啓（2代目メイン司会者、主に中継レポートを担当。1980年10月〜1982年9月）
- 村井秀樹（3代目メイン司会者、主に全体進行を担当。1982年10月〜1985年9月）
- 水谷ミミ（3代目メイン司会者、主に中継レポートを担当。1982年10月〜1984年9月）
- 岸佳弘（4代目メイン司会者、主に全体進行を担当。1985年10月〜終了まで）

### レポーター･アシスタント
板東、新美を除きいずれもCBCアナウンサー。後にCBCを退社した者も含む。
- 中村仁美（元フジテレビ[2]アナウンサーの中村仁美とは別人、初代中継レポーター、開始〜1979年3月）
- 白木章子（初代進行アシスタント→（1979年4月〜）レポーター、開始〜1980年9月）
- 八島洋子（進行アシスタント、1979年4月〜1980年9月）
- 関本すみれ（進行アシスタント、1980年10月〜1982年9月）
- 藤原淳子（進行アシスタント、1982年10月〜1983年9月）
- 新美静代（レポーター、1984年10月〜終了まで）
- 多田明子（進行アシスタント、1983年10月〜1987年3月）
- 寺蔦しのぶ（レポーター、1984年10月〜1985年9月）
- 桐生郁子（レポーター、1985年10月〜1987年9月）
- 福島敦子（進行アシスタント、1987年4月〜1988年3月）
- 重盛啓之（レポーター、1987年10月〜終了まで）
- 黒田裕美子（進行アシスタント、1988年4月〜9月）
- 加藤美紀（進行アシスタント、1988年10月〜終了まで）

### その他
- 板東英二（多田・島津メイン時代にレギュラー出演）
- 杉戸清（元･名古屋市長。多田･島津～小堀･三久保メイン時代にレギュラー出演）
- 宮本三郎（料理研究家。料理企画が組まれた際に不定期で出演。1981年没。）
- 宮本和秀（料理研究家。父･三郎の没後より不定期出演）
- 大橋隆士（経済評論家。街づくりが及ぼす経済効果についての特集を組む際のコメンテーター役として不定期出演）、ほか

## 補足
番組タイトルは、時代劇などの定番の台詞「只今参上!」と初代メインの多田しげおの名前に引っ掛けたものであるが、多田がCBCラジオの帯生ワイド番組『多田しげおのそれ行け!にっこりワイド』に転出するために1980年9月に番組を降板した後も、後継の小堀勝啓が降板する1982年9月まで同タイトルが使用された。
番組スポンサーのうち、日清食品は自社製品を視聴者プレゼントコーナーに毎週提供しており、この番組でスタートしたコーナーは『晴れドキ』に至るまでおよそ30年間続いた。また名古屋三越は番組内で毎週生CMを放送し、司会者が毎週生でCMを読み上げていた。
最終回では多田・小堀・村井（三久保は同時間帯にCBCラジオの生番組『サタデーワイド 〜三久保角男の気分はウィークエンド〜』を担当していたため欠席）も登場。過去の放送映像で12年を振り返るコーナーもあったが、VTRは殆どが家庭用のもので録画された画質の悪い映像で、小堀時代に関しては映像が現存しなかったため放送中の模様を撮った写真だけで紹介した。